# Liste der Biografien/Ched
Liste der Biografien |
Portal Biografien |
Personensuche
# |
A |
B |
C |
D |
E |
F |
G |
H |
I |
J |
K |
L |
M |
N |
O |
P |
Q |
R |
S |
T |
U |
V |
W |
X |
Y |
Z |
?
 
Ca |
Cb |
Cc |
Ce |
Ch |
Ci |
Cj |
Ck |
Cl |
Cm |
Cn |
Co |
Cr |
Cs |
Ct |
Cu |
Cv |
Cw |
Cy |
Cz
 
Cha |
Chb |
Che |
Chh |
Chi |
Chk |
Chl |
Chm |
Chn |
Cho |
Chr |
Cht |
Chu |
Chv |
Chw |
Chy
 
Chea |
Cheb |
Chec |
Ched |
Chee |
Chef |
Cheg |
Cheh |
Chei |
Chej |
Chek |
Chel |
Chem |
Chen |
Cheo |
Chep |
Cher |
Ches |
Chet |
Cheu |
Chev |
Chew |
Chey |
Chez
Die Liste der Biografien führt alle Personen auf, die in der deutschsprachigen Wikipedia einen Artikel haben. Dieses ist eine Teilliste mit 24 Einträgen von Personen, deren Namen mit den Buchstaben „Ched“ beginnt.

## Ched

### Cheda
- Cheda (* 1976), bhutanischer Schachspieler
- Chedad, Mariem, mauretanische Fußballschiedsrichterassistentin
- Chedal, Cathy (* 1968), französische Skirennläuferin
- Chedal, Emmanuel (* 1983), französischer Skispringer
- Chedanne, Georges (1861–1940), französischer Architekt

### Chedd
- Cheddar Man, Hominines FossilCheddar Man

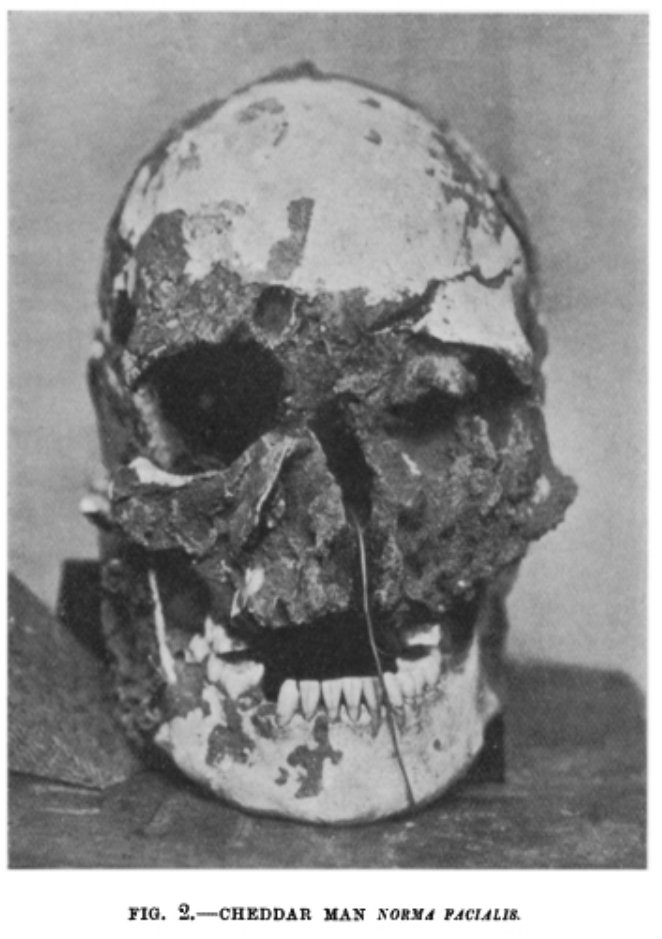
Cheddar Man

- Cheddira, Walid (* 1998), marokkanisch-italienischer Fußballspieler

### Chede
- Chédeville, Esprit Philippe (1696–1762), französischer Musette-Virtuose und Komponist
- Chédeville, Nicolas (1705–1782), französischer Komponist des Barock
- Chédeville, Pierre (1694–1725), französischer Musette-Virtuose

### Chedg
- Chedgzoy, Sam (1889–1967), englischer Fußballspieler

### Chedh
- Chedhomme, Morgan (* 1985), französischer Straßenradrennfahrer

### Chedi
- Chediak, Almir (1950–2003), brasilianischer Gitarrist und Komponist
- Chediak, Enrique (* 1967), ecuadorianischer Kameramann
- Chediak, Jesus (1941–2020), brasilianischer Schauspieler, Filmemacher, Filmregisseur, Kulturfunktionär, Politiker, Autor, Journalist, Hochschullehrer
- Chedid, Andrée (1920–2011), libanesisch-französische Schriftstellerin
- Chedid, Elie (1872–1950), libanesischer Geistlicher und Erzbischof der maronitischen Kirche
- Chedid, João (1914–1991), libanesischer Bischof in Brasilien
- Chedid, John (1923–2012), libanesischer Geistlicher, maronitischer Bischof
- Chedid, Matthieu (* 1971), französischer Rocksänger und Gitarrist
- Chediek, Silvina (* 1962), argentinische Journalistin und Fernsehmoderatorin

### Chedj
- Chedjou, Aurélien (* 1985), kamerunischer Fußballspieler

### Chedl
- Chedli, Adel (* 1976), tunesischer Fußballspieler
- Chedlivili, Othar (* 1943), französischer Organist